# Senaspis pennata
Senaspis pennata är en tvåvingeart som först beskrevs av Herve-bazin 1914.  Senaspis pennata ingår i släktet Senaspis och familjen blomflugor.
Artens utbredningsområde är Kongo. Inga underarter finns listade i Catalogue of Life.